# France aux Jeux olympiques d'hiver de 2018
La France participe aux Jeux olympiques d'hiver de 2018 à Pyeongchang en Corée du Sud du 9 au 25 février 2018. Il s'agit de sa vingt-troisième participation à des Jeux d'hiver. La délégation française est représentée par 108 athlètes. Le porte-drapeau du pays est le biathlète Martin Fourcade lors de la cérémonie d'ouverture et le couple de patineurs artistiques Gabriella Papadakis et Guillaume Cizeron lors de la cérémonie de clôture.
La France remporte quinze médailles au total, cinq en or, quatre en argent et six en bronze. La France termine à la neuvième place du classement des médailles.

## Préparation et objectifs
L'objectif affiché est une vingtaine de médailles pour la fédération française de ski, un score habituellement obtenu lors des championnats du monde. La fédération française des sports de glace souhaite aussi prendre part, la France depuis 2002 n'a plus remporté de médailles olympiques en patinage. Devant les faibles résultats obtenus en première semaine, l'objectif est revu à la baisse : « Mon but est de faire mieux qu’à Sotchi, soit mieux que quinze médailles », explique Luc Tardif (Le Monde 17/02/2018).

## Délégation

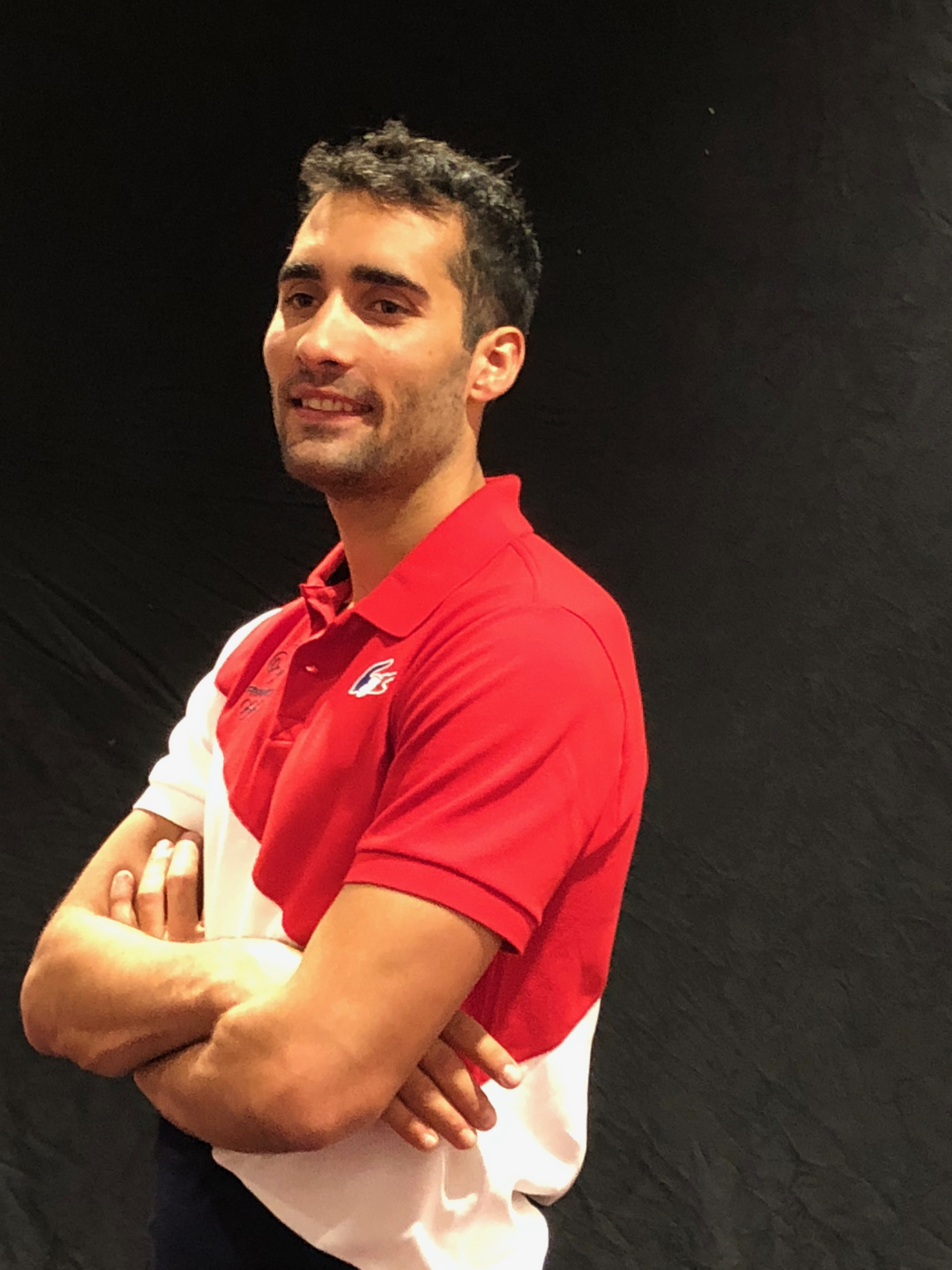
Martin Fourcade, porte-drapeau lors de la cérémonie d'ouverture, est l'un des douze médaillés olympiques membres de l'équipe de France pour ces Jeux.

Le CNOSF sélectionne une délégation de 106 athlètes, 63 hommes et 43 femmes, qui participent à 11 des 15 sports présents aux Jeux. La France est absente dans les épreuves de curling, de hockey sur glace, de luge et de skeleton. Ces 108 athlètes se répartissent en 19 athlètes pour les sports de glace et 89 pour les sports de neige. Les sports dans lesquels les Français sont les plus nombreux sont le ski alpin, avec 22 athlètes, et le ski acrobatique, avec 20 représentants. Les athlètes français sont toutefois moins nombreux qu'à Sotchi en 2014, où la délégation comptait 114 athlètes.
Douze médaillés olympiques font partie de l'équipe de France : les biathlètes Martin Fourcade, double champion olympique à Sotchi en 2014 et Marie Dorin-Habert, médaillée dans le relais féminin et sur l'épreuve du sprint en 2010, les skieurs acrobatiques Jean-Frédéric Chapuis, Arnaud Bovolenta, premier et deuxième du skicross, Marie Martinod et Kevin Rolland, respectivement médaillés d'argent et de bronze en halfpipe, toujours en 2014, les fondeurs Jean-Marc Gaillard et Maurice Manificat, médaillée de bronze en relais masculin, les snowboardeurs Pierre Vaultier et Chloé Trespeuch, titré et médaillé de bronze en snowboard cross, le skieur alpin Alexis Pinturault et le coureur de combiné nordique Jason Lamy-Chappuis, le premier médaillé de bronze en slalom géant en 2014, et le second vainqueur de l'épreuve sur petit tremplin lors des Jeux de 2010 à Vancouver. La skieuse acrobatique Tess Ledeux et la snowboardeuse Julia Pereira de Sousa Mabileau, âgées toutes deux de 16 ans, sont les athlètes les plus jeunes de la délégation, tandis que la skieuse acrobatique Ophélie David, qui a 41 ans, est la plus âgée.
Le tableau suivant montre le nombre d'athlètes français dans chaque discipline :
| Sport               | Hommes | Femmes | Total |
| ------------------- | ------ | ------ | ----- |
| Biathlon            | 6      | 6      | 12    |
| Bobsleigh           | 6      | 0      | 6     |
| Combiné nordique    | 5      | 0      | 5     |
| Patinage artistique | 4      | 4      | 8     |
| Patinage de vitesse | 1      | 0      | 1     |
| Saut à ski          | 4      | 2      | 4     |
| Short-track         | 2      | 2      | 4     |
| Ski acrobatique     | 11     | 9      | 20    |
| Ski alpin           | 13     | 9      | 22    |
| Ski de fond         | 9      | 4      | 13    |
| Snowboard           | 5      | 8      | 13    |
| Total               | 63     | 43     | 106   |

## Cérémonies d'ouverture et de clôture

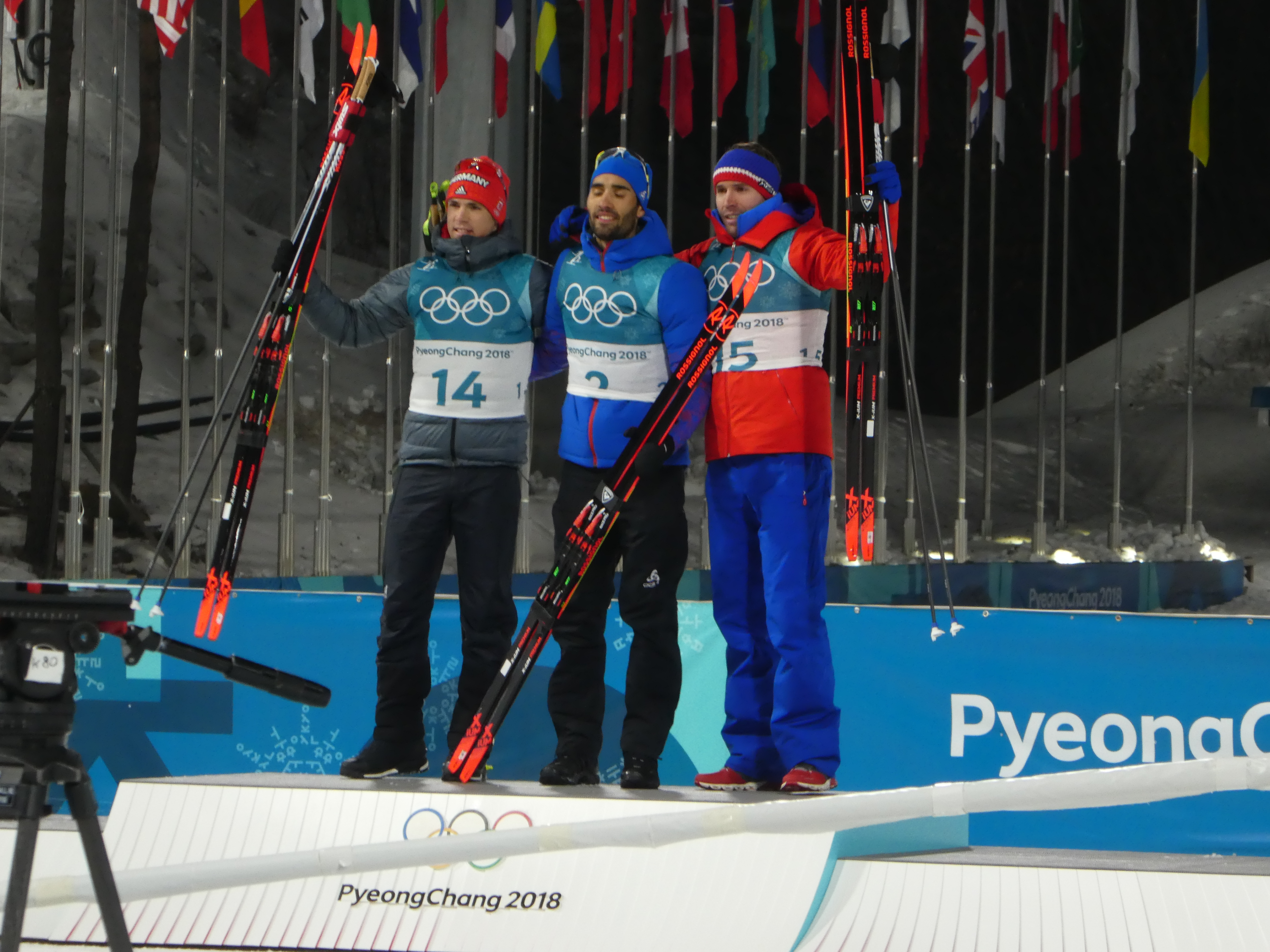
Martin Fourcade (porte-drapeau) sur le podium à PyeongChang

Comme cela est de coutume, la Grèce berceau des Jeux olympiques et qui accueillit les premiers Jeux de l'ère moderne en 1896, ouvre le défilé des nations. La Corée du Sud, qui est le pays hôte, ferme la marche, tandis que les autres nations défilent par ordre alphabétique. La France est la 85e des 91 délégations à entrer dans le stade olympique de Pyeongchang au cours du défilé des nations durant la cérémonie d'ouverture, après Porto Rico et avant la Macédoine. Le porte-drapeau du pays est le biathlète Martin Fourcade, double champion olympique des épreuves de l'individuel et de poursuite lors des Jeux de Sotchi en 2014.
La cérémonie de clôture a lieu également au stade olympique de Pyeongchang. Les porte-drapeaux des différentes délégations entrent ensemble dans le stade olympique et forment un cercle autour du chaudron abritant la flamme olympique. Le drapeau de la France est alors porté par les patineurs artistiques Gabriella Papadakis et Guillaume Cizeron.

## Bilan général
| Place | Sport               | Médaille d'or, Jeux olympiques | Médaille d'argent, Jeux olympiques | Médaille de bronze, Jeux olympiques | Total | Rang pays |
| ----- | ------------------- | ------------------------------ | ---------------------------------- | ----------------------------------- | ----- | --------- |
| 1     | Biathlon            | 3                              | 0                                  | 2                                   | 5     | 2e        |
| 2     | Snowboard           | 1                              | 1                                  | 0                                   | 2     | 2e        |
| 3     | Ski acrobatique     | 1                              | 1                                  | 0                                   | 2     | 4e        |
| 4     | Ski alpin           | 0                              | 1                                  | 2                                   | 3     | 8e        |
| 5     | Patinage artistique | 0                              | 1                                  | 0                                   | 1     | 5e        |
| 6     | Ski de fond         | 0                              | 0                                  | 2                                   | 2     | 8e        |
| Total | Total               | 5                              | 4                                  | 6                                   | 15    |           |

| Jour     | Date       | Médaille d'or, Jeux olympiques | Médaille d'argent, Jeux olympiques | Médaille de bronze, Jeux olympiques | Total |
| -------- | ---------- | ------------------------------ | ---------------------------------- | ----------------------------------- | ----- |
| 1er jour | 8 février  | 0                              | 0                                  | 0                                   | 0     |
| 2e jour  | 9 février  | 0                              | 0                                  | 0                                   | 0     |
| 3e jour  | 10 février | 0                              | 0                                  | 0                                   | 0     |
| 4e jour  | 11 février | 1                              | 0                                  | 0                                   | 1     |
| 5e jour  | 12 février | 1                              | 0                                  | 1                                   | 2     |
| 6e jour  | 13 février | 0                              | 1                                  | 1                                   | 2     |
| 7e jour  | 14 février | 0                              | 0                                  | 0                                   | 0     |
| 8e jour  | 15 février | 1                              | 0                                  | 0                                   | 1     |
| 9e jour  | 16 février | 0                              | 1                                  | 0                                   | 1     |
| 10e jour | 17 février | 0                              | 0                                  | 0                                   | 0     |
| 11e jour | 18 février | 1                              | 0                                  | 2                                   | 3     |
| 12e jour | 19 février | 0                              | 0                                  | 0                                   | 0     |
| 13e jour | 20 février | 1                              | 2                                  | 0                                   | 3     |
| 14e jour | 21 février | 0                              | 0                                  | 1                                   | 1     |
| 15e jour | 22 février | 0                              | 0                                  | 1                                   | 1     |
| 16e jour | 23 février | 0                              | 0                                  | 0                                   | 0     |
| 17e jour | 24 février | 0                              | 0                                  | 0                                   | 0     |
| 18e jour | 25 février | 0                              | 0                                  | 0                                   | 0     |
| Total    | Total      | 5                              | 4                                  | 6                                   | 15    |

| Sexe   | Médaille d'or, Jeux olympiques | Médaille d'argent, Jeux olympiques | Médaille de bronze, Jeux olympiques | Total |
| ------ | ------------------------------ | ---------------------------------- | ----------------------------------- | ----- |
| Hommes | 3                              | 1                                  | 4                                   | 8     |
| Femmes | 1                              | 2                                  | 2                                   | 5     |
| Mixte  | 1                              | 1                                  | 0                                   | 2     |
| Total  | 5                              | 4                                  | 6                                   | 15    |

| Noms               | Médaille d'or, Jeux olympiques | Médaille d'argent, Jeux olympiques | Médaille de bronze, Jeux olympiques | Total |
| ------------------ | ------------------------------ | ---------------------------------- | ----------------------------------- | ----- |
| Martin Fourcade    | 3                              | 0                                  | 0                                   | 3     |
| Anaïs Bescond      | 1                              | 0                                  | 2                                   | 3     |
| Marie Dorin-Habert | 1                              | 0                                  | 1                                   | 2     |
| Alexis Pinturault  | 0                              | 1                                  | 1                                   | 2     |
| Maurice Manificat  | 0                              | 0                                  | 2                                   | 2     |

## Médailles
| Sport                   | Discipline                | Athlète(s)                                                               | Performance        | Date       |
| Médailles d'or : 5      |                           |                                                                          |                    |            |
| Biathlon                | Poursuite hommes          | Martin Fourcade                                                          | 32 min 51 s 70     | 12 février |
| Biathlon                | Départ groupé hommes      | Martin Fourcade                                                          | 35 min 47 s 30     | 18 février |
| Biathlon                | Relais mixte              | Marie Dorin-Habert Anaïs Bescond Simon Desthieux Martin Fourcade         | 1 h 8 min 34 s 30  | 20 février |
| Ski acrobatique         | Bosses femmes             | Perrine Laffont                                                          | 78,65 pts          | 11 février |
| Snowboard               | Cross hommes              | Pierre Vaultier                                                          | 1er                | 15 février |
| Médailles d’argent : 4  |                           |                                                                          |                    |            |
| Ski alpin               | Combiné hommes            | Alexis Pinturault                                                        | 2 min 6 s 75       | 13 février |
| Snowboard               | Cross femmes              | Julia Pereira de Sousa-Mabileau                                          | 2e                 | 16 février |
| Ski acrobatique         | Half-pipe femmes          | Marie Martinod                                                           | 92,60 pts          | 20 février |
| Patinage artistique     | Danse sur glace           | Gabriella Papadakis Guillaume Cizeron                                    | 205,28 pts         | 20 février |
| Médailles de bronze : 6 |                           |                                                                          |                    |            |
| Biathlon                | Poursuite femmes          | Anaïs Bescond                                                            | 31 min 4 s 90      | 12 février |
| Biathlon                | Relais femmes             | Anaïs Chevalier Marie Dorin-Habert Justine Braisaz Anaïs Bescond         | 1 h 12 min 21 s    | 22 février |
| Ski alpin               | Combiné hommes            | Victor Muffat-Jeandet                                                    | 2 min 7 s 54       | 13 février |
| Ski alpin               | Slalom géant hommes       | Alexis Pinturault                                                        | 2 min 19 s 35      | 18 février |
| Ski de fond             | Relais hommes             | Adrien Backscheider Jean-Marc Gaillard Maurice Manificat Clément Parisse | 1 h 33 min 41 s 80 | 18 février |
| Ski de fond             | Sprint par équipes hommes | Maurice Manificat Richard Jouve                                          | 15 min 58 s 28     | 21 février |

## Sports

### Biathlon
Dix biathlètes français sont sélectionnés pour les Jeux de Pyeongchang, dont cinq hommes et cinq femmes. Porte-drapeau de la délégation, Martin Fourcade a remporté la médaille d'or dans l'épreuve de poursuite et de l'individuel à Sotchi en 2014, ainsi que la médaille d'argent de la mass start lors des Jeux de Vancouver 2010 et de Sotchi 2014. Il est également plusieurs fois médaillé lors des championnats du monde. Il est accompagné chez les hommes par le Franc-Comtois Quentin Fillon Maillet, qui participe à ses premiers Jeux, tout comme les Savoyards Antonin Guigonnat et Émilien Jacquelin, ainsi que par Simon Desthieux, originaire de l'Ain. À  26 ans, Simon Desthieux participe à ses deuxièmes Jeux olympiques d'hiver après avoir pris la 21e place de la poursuite et la 46e du sprint en 2014.

#### Sélection[8]
| Hommes - Simon Desthieux - Quentin Fillon-Maillet - Martin Fourcade (porte drapeau de la délégation) - Antonin Guigonnat - Émilien Jacquelin | Femmes - Célia Aymonier - Anaïs Bescond - Justine Braisaz - Anaïs Chevalier - Marie Dorin-Habert |

#### Résultats
| Athlète                                                             | Épreuve       | Temps             | Pénalité      | Rang                           |
| ------------------------------------------------------------------- | ------------- | ----------------- | ------------- | ------------------------------ |
| Simon Desthieux                                                     | Individuel    | 51 min 7 s 1      | 0 + 2 + 1 + 1 | 27e                            |
| Simon Desthieux                                                     | Sprint        | 24 min 11 s 1     | 2 + 0         | 12e                            |
| Simon Desthieux                                                     | Poursuite     | 33 min 55 s 4     | 1 + 0 + 1 + 1 | 7e                             |
| Simon Desthieux                                                     | Départ groupé | 37 min 45 s 9     | 1 + 2 + 2 + 0 | 22e                            |
| Quentin Fillon Maillet                                              | Sprint        | 25 min 28 s 1     | 3 + 1         | 48e                            |
| Quentin Fillon Maillet                                              | Poursuite     | 37 min 57 s 2     | 3 + 0 + 2 + 2 | 44e                            |
| Quentin Fillon Maillet                                              | Départ groupé | 38 min 57 s 5     | 3 + 2 + 2 + 0 | 29e                            |
| Martin Fourcade                                                     | Individuel    | 48 min 46 s 2     | 0 + 0 + 0 + 2 | 5e                             |
| Martin Fourcade                                                     | Sprint        | 24 min 0 s 9      | 3 + 0         | 8e                             |
| Martin Fourcade                                                     | Poursuite     | 32 min 51 s 7     | 1 + 0 + 0 + 0 | Médaille d'or, Jeux olympiques |
| Martin Fourcade                                                     | Départ groupé | 35 min 47 s 3     | 1 + 0 + 0 + 1 | Médaille d'or, Jeux olympiques |
| Antonin Guigonnat                                                   | Individuel    | 50 min 33 s 5     | 0 + 2 + 0 + 0 | 23e                            |
| Antonin Guigonnat                                                   | Sprint        | 24 min 37 s 5     | 1 + 2         | 27e                            |
| Antonin Guigonnat                                                   | Poursuite     | 35 min 27 s 9     | 2 + 1 + 0 + 2 | 19e                            |
| Antonin Guigonnat                                                   | Départ groupé | 37 min 15 s 3     | 1 + 0 + 2 + 2 | 19e                            |
| Émilien Jacquelin                                                   | Individuel    | 55 min 26 s 1     | 2 + 2 + 2 + 1 | 77e                            |
| Simon Desthieux Martin Fourcade Antonin Guigonnat Émilien Jacquelin | Relais hommes | 1 h 18 min 43 s 1 | 3 + 12        | 5e                             |

| Athlète                                                          | Épreuve       | Temps             | Pénalité      | Rang                                |
| ---------------------------------------------------------------- | ------------- | ----------------- | ------------- | ----------------------------------- |
| Célia Aymonier                                                   | Individuel    | 46 min 40 s 3     | 2 + 1 + 0 +2  | 48e                                 |
| Anaïs Bescond                                                    | Individuel    | 45 min 10 s 9     | 2 + 0 + 1 + 0 | 31e                                 |
| Anaïs Bescond                                                    | Sprint        | 22 min 20 s 8     | 0 + 2         | 19e                                 |
| Anaïs Bescond                                                    | Poursuite     | 31 min 4 s 9      | 0 + 0 + 1 + 0 | Médaille de bronze, Jeux olympiques |
| Anaïs Bescond                                                    | Départ groupé | 37 min 23 s 5     | 1 + 0 + 2 + 1 | 17e                                 |
| Justine Braisaz                                                  | Individuel    | 46 min 57 s 2     | 1 + 2 + 2 + 0 | 55e                                 |
| Justine Braisaz                                                  | Sprint        | 21 min 54 s 1     | 1 + 1         | 10e                                 |
| Justine Braisaz                                                  | Poursuite     | 34 min 8 s 0      | 0 + 2 + 1 + 4 | 34e                                 |
| Justine Braisaz                                                  | Départ groupé | 37 min 49 s 6     | 0 + 1 + 3 + 1 | 20e                                 |
| Anaïs Chevalier                                                  | Individuel    | 45 min 01 s 9     | 2 + 0 + 1 + 0 | 28e                                 |
| Anaïs Chevalier                                                  | Sprint        | 22 min 15 s 6     | 1 + 1         | 16e                                 |
| Anaïs Chevalier                                                  | Poursuite     | 33 min 28 s 0     | 3 + 0 + 0 + 2 | 24e                                 |
| Anaïs Chevalier                                                  | Départ groupé | 40 min 39 s 7     | 2 + 3 + 1 + 0 | 29e                                 |
| Marie Dorin-Habert                                               | Sprint        | 21 min 39 s 3     | 1 + 0         | 4e                                  |
| Marie Dorin-Habert                                               | Poursuite     | 33 min 37 s 8     | 2 + 0 + 2 + 3 | 27e                                 |
| Marie Dorin-Habert                                               | Départ groupé | 36 min 20 s 9     | 0 + 1 + 0 + 1 | 9e                                  |
| Anaïs Bescond Justine Braisaz Anaïs Chevalier Marie Dorin-Habert | Relais femmes | 1 h 12 min 21 s 0 | 0 + 14        | Médaille de bronze, Jeux olympiques |

| Athlète                                                          | Épreuve      | Temps            | Pénalité | Rang                           |
| ---------------------------------------------------------------- | ------------ | ---------------- | -------- | ------------------------------ |
| Anaïs Bescond Simon Desthieux Marie Dorin-Habert Martin Fourcade | Relais mixte | 1 h 8 min 34 s 3 | 0 + 4    | Médaille d'or, Jeux olympiques |

### Bobsleigh

#### Sélection
| Hommes | Femmes              |
| Bob à 4 - Loïc Costerg (pilote) - Vincent Castell - Dorian Hauterville - Vincent Ricard - Yannis Pujar (Remplaçant) | aucune participante |
| Bob à 2 - Romain Heinrich (pilote) - Dorian Hauterville                                                             | aucune participante |

#### Résultat(s)
| Athlètes                                                                                          | Épreuve | Course 1 | Course 2 | Course 3 | Course 4 | Total         | Retard   | Rang |
| ------------------------------------------------------------------------------------------------- | ------- | -------- | -------- | -------- | -------- | ------------- | -------- | ---- |
| Romain Heinrich (pilote) Dorian Hauterville                                                       | Bob à 2 | 49 s 74  | 49 s 73  | 49 s 55  | 49 s 46  | 3 min 18 s 48 | + 1 s 62 | 13e  |
| Loïc Costerg (pilote) Vincent Castell Dorian Hauterville Vincent Ricard Yannis Pujar (Remplaçant) | Bob à 4 | 49 s 09  | 49 s 36  | 49 s 19  | 49 s 92  | 3 min 17 s 56 | + 1 s 71 | 11e  |

### Combiné nordique

#### Sélection[8]
| Hommes                                                                                          | Femmes              |
| - François Braud - Antoine Gérard - Maxime Laheurte - Jason Lamy-Chappuis - Laurent Muhlethaler | aucune participante |

#### Résultat(s)
| Athlète             | Épreuve         | Longueur (m) | Points | Retard au départ | Temps du ski de fond | Rang du ski de fond | Retard final   | Rang |
| ------------------- | --------------- | ------------ | ------ | ---------------- | -------------------- | ------------------- | -------------- | ---- |
| François Braud      | Tremplin normal | 101.5        | 108.6  | 1 min 28 s       | 26 min 40 s 50       | 30e                 | + 1 min 49 s 1 | 15e  |
| François Braud      | Grand tremplin  | 121.0        | 112,6  | 1 min 45 s       | 23 min 39 s 60       | 12e                 | + 1 min 32 s 1 | 15e  |
| Antoine Gérard      | Tremplin normal | 96.5         | 92.9   | 2 min 31 s       | 25 min 5 s 80        | 26e                 | + 2 min 45 s 4 | 26e  |
| Antoine Gérard      | Grand tremplin  | 108,0        | 85,5   | 3 min 34 s       | 23 min 46 s 30       | 14e                 | + 3 min 27 s 8 | 32e  |
| Maxime Laheurte     | Tremplin normal | 104.5        | 110.7  | 1 min 20 s       | 26 min 14 s 50       | 21e                 | + 1 min 23 s 1 | 11e  |
| Maxime Laheurte     | Grand tremplin  | 128.5        | 122,6  | 1 min 05 s       | 24 min 17 s 80       | 27e                 | + 1 min 30 s 3 | 14e  |
| Jason Lamy-Chappuis | Tremplin normal | 96.0         | 97.7   | 2 min 12 s       | 25 min 36 s 90       | 35e                 | + 2 min 57 s 5 | 31e  |
| Jason Lamy-Chappuis | Grand tremplin  | 118,5        | 94,9   | 2 min 56         | 24 min 21 s 50       | 28e                 | + 3 min 25 s 0 | 30e  |

### Patinage artistique

#### Sélection[8]
| Hommes - Chafik Besseghier - Guillaume Cizeron - Morgan Ciprès - Romain Le Gac | Femmes - Gabriella Papadakis - Vanessa James - Marie-Jade Lauriault - Maé-Bérénice Méité |

#### Résultat(s)
| Athlètes          | Épreuves          | Points court | Points court  | Points libre | Points libre | Total  | Total |
| Athlètes          | Épreuves          | Points       | Rang          | Points       | Rang         | Points | Rang  |
| ----------------- | ----------------- | ------------ | ------------- | ------------ | ------------ | ------ | ----- |
| Chafik Besseghier | Individuel hommes | 72,10        | 26e (éliminé) | -            | -            | 72,10  | 26e   |

| Athlètes           | Épreuves          | Points court | Points court | Points libre | Points libre | Total  | Total |
| Athlètes           | Épreuves          | Points       | Rang         | Points       | Rang         | Points | Rang  |
| ------------------ | ----------------- | ------------ | ------------ | ------------ | ------------ | ------ | ----- |
| Maé-Bérénice Méité | Individuel femmes | 53,67        | 22e          | 106,25       | 18e          | 159,92 | 19e   |

| Athlètes                              | Épreuves | Points court | Points court | Points libre | Points libre | Total  | Total                              |
| Athlètes                              | Épreuves | Points       | Rang         | Points       | Rang         | Points | Rang                               |
| ------------------------------------- | -------- | ------------ | ------------ | ------------ | ------------ | ------ | ---------------------------------- |
| Vanessa James Morgan Ciprès           | Couples  | 75,34        | 6e           | 143,19       | 5e           | 218,53 | 5e                                 |
| Gabriella Papadakis Guillaume Cizeron | Danse    | 81,93        | 2e Q         | 123.35       | 1er          | 205.28 | Médaille d'argent, Jeux olympiques |
| Marie-Jade Lauriault Romain Le Gac    | Danse    | 59,97        | 18e Q        | 89.62        | 17e          | 149.59 | 17e                                |

| Athlètes | Épreuve     | Programme court/Danse originale | Programme court/Danse originale | Programme court/Danse originale | Programme court/Danse originale | Programme court/Danse originale | Programme court/Danse originale | Programme libre/Danse libre | Programme libre/Danse libre | Programme libre/Danse libre | Programme libre/Danse libre | Classement | Classement |
| Athlètes | Épreuve     | Hommes                          | Femmes                          | Couples                         | Danse                           | Total                           | Rang                            | Hommes                      | Femmes                      | Couples                     | Danse                       | Total      | Rang       |
| Athlètes | Épreuve     | Points Points d'équipe          | Points Points d'équipe          | Points Points d'équipe          | Points Points d'équipe          | Total                           | Rang                            | Points Points d'équipe      | Points Points d'équipe      | Points Points d'équipe      | Points Points d'équipe      | Total      | Rang       |
| --- | ----------- | ------------------------------- | ------------------------------- | ------------------------------- | ------------------------------- | ------------------------------- | ------------------------------- | --------------------------- | --------------------------- | --------------------------- | --------------------------- | ---------- | ---------- |
| Chafik Besseghier (H) Maé-Bérénice Méité (F) Vanessa James / Morgan Ciprès (C) Marie-Jade Lauriault / Romain Le Gac (D) | Par équipes | 61,06 (1 pts)                   | 46,62 (2 pts)                   | 68,49 (5 pts)                   | 57,94 (5 pts)                   | 13                              | 8e (éliminée)                   | –                           | –                           | –                           | –                           | 13         | 8e         |

### Patinage de vitesse

#### Sélection[8]
| Hommes - Alexis Contin | Femmes aucune participante |

#### Résultat(s)
| Athlète       | Épreuve           | Finale        | Finale |
| Athlète       | Épreuve           | Temps         | Rang   |
| ------------- | ----------------- | ------------- | ------ |
| Alexis Contin | 1 500 mètres      | 1 min 47 s 33 | 22e    |
| Alexis Contin | 5 000 mètres      | 6 min 18 s 13 | 11e    |
| Alexis Contin | Mass start hommes | 7 min 45 s 64 | 10e    |

### Patinage de vitesse sur piste courte

#### Sélection[8]
| Hommes - Thibaut Fauconnet - Sébastien Lepape | Femmes - Véronique Pierron - Tifany Huot-Marchand |

#### Résultat(s)
| Athlètes          | Épreuve | Série          | Série        | Quarts de Finale | Quarts de Finale | Demi Finales   | Demi Finales | Finale         | Finale |
| Athlètes          | Épreuve | Temps          | Rang         | Temps            | Rang             | Temps          | Rang         | Temps          | Rang   |
| ----------------- | ------- | -------------- | ------------ | ---------------- | ---------------- | -------------- | ------------ | -------------- | ------ |
| Thibaut Fauconnet | 500 m   | 1 min 04 s 756 | 4e (éliminé) | NC               | NC               | NC             | NC           | NC             | NC     |
| Thibaut Fauconnet | 1 000 m | 1 min 24 s 381 | 2e Q         | 1 min 24 s 344   | 3e (éliminé)     | NC             | NC           | NC             | NC     |
| Thibaut Fauconnet | 1 500 m | 2 min 15 s 768 | 2e Q         | NC               | NC               | 2 min 12 s 049 | 2e Q         | 2 min 53 s 150 | 7e     |
| Sébastien Lepape  | 500 m   | 40 s 900       | 3e (éliminé) | NC               | NC               | NC             | NC           | NC             | NC     |
| Sébastien Lepape  | 1 000 m | 1 min 23 s 489 | 3e (éliminé) | NC               | NC               | NC             | NC           | NC             | NC     |
| Sébastien Lepape  | 1 500 m | 2 min 13 s 965 | 2e Q         | NC               | NC               | 2 min 11 s 967 | 5e (éliminé) | NC             | NC     |

| Athlètes             | Épreuve | Série          | Série         | Quarts de Finale | Quarts de Finale | Demi Finales   | Demi Finales  | Finale | Finale |
| Athlètes             | Épreuve | Temps          | Rang          | Temps            | Rang             | Temps          | Rang          | Temps  | Rang   |
| -------------------- | ------- | -------------- | ------------- | ---------------- | ---------------- | -------------- | ------------- | ------ | ------ |
| Véronique Pierron    | 500 m   | 43 s 148       | 4e (éliminée) | NC               | NC               | NC             | NC            | NC     | NC     |
| Véronique Pierron    | 1 000 m | 1 min 35 s 299 | 2e Q          | 1 min 30 s 323   | 4e (éliminée)    | NC             | NC            | NC     | NC     |
| Véronique Pierron    | 1 500 m | 2 min 22 s 119 | 3e Q          | NC               | NC               | 2 min 28 s 023 | 5e (éliminée) | NC     | NC     |
| Tifany Huot-Marchand | 500 m   | 44 s 659       | 3e (éliminée) | NC               | NC               | NC             | NC            | NC     | NC     |
| Tifany Huot-Marchand | 1 500 m | 2 min 29 s 996 | 4e (éliminée) | NC               | NC               | NC             | NC            | NC     | NC     |

### Saut à ski

#### Sélection[8]
| Hommes - Vincent Descombes-Sevoie - Jonathan Learoyd | Femmes - Léa Lemare - Lucile Morat |

#### Résultat(s)
| Athlète                  | Épreuve | Qualification | Qualification | Finale       | Finale | Finale        | Finale       | Finale | Finale | Finale | Finale |
| Athlète                  | Épreuve | Qualification | Qualification | Saut 1       | Saut 1 | Saut 1        | Saut 2       | Saut 2 | Saut 2 | Total  | Rang   |
| Athlète                  | Épreuve | Points totaux | Rang          | Distance (m) | Note   | Rang          | Distance (m) | Note   | Rang   | Total  | Rang   |
| ------------------------ | ------- | ------------- | ------------- | ------------ | ------ | ------------- | ------------ | ------ | ------ | ------ | ------ |
| Vincent Descombes Sevoie | HS 106  | 92,1          | 44e Q         | 90,0         | 82,4   | 43e (éliminé) | NC           | NC     | NC     | NC     | NC     |
| Vincent Descombes Sevoie | HS 140  | 69,9          | 48e Q         | 105,0        | 72,9   | 50e (éliminé) | NC           | NC     | NC     | NC     | NC     |
| Jonathan Learoyd         | HS 106  | 106,7         | 30e Q         | 98,5         | 104,1  | 27e           | 100,5        | 103,8  | 21e    | 207,9  | 27e    |
| Jonathan Learoyd         | HS 140  | 92,1          | 34e Q         | 119,5        | 100,1  | 41e (éliminé) | NC           | NC     | NC     | NC     | NC     |

| Athlète      | Épreuve | Saut 1       | Saut 1 | Saut 1 | Saut 2       | Saut 2 | Saut 2 | Points Totaux | Rang |
| Athlète      | Épreuve | Distance (m) | Points | Rang   | Distance (m) | Points | Rang   | Points Totaux | Rang |
| ------------ | ------- | ------------ | ------ | ------ | ------------ | ------ | ------ | ------------- | ---- |
| Léa Lemare   | HS 106  | 74,5         | 62,3   | 29e    | 93,5         | 84,5   | 19e    | 146,8         | 28e  |
| Lucile Morat | HS 106  | 86,5         | 79,7   | 19e    | 86,5         | 75,1   | 27e    | 154,8         | 21e  |

### Ski acrobatique

#### Sélection[8]
| Hommes                                                                                       | Femmes                                                             |
| Bosses - Anthony Benna - Benjamin Cavet - Sacha Theocharis                                   | Bosses - Camille Cabrol - Perrine Laffont                          |
| Halfpipe - Thomas Krief - Kevin Rolland                                                      | Halfpipe - Anaïs Caradeux - Marie Martinod                         |
| Skicross - Arnaud Bovolenta - Jean-Frédéric Chapuis - François Place - Terence Tchiknavorian | Skicross - Alizée Baron - Marielle Berger Sabbatel - Ophélie David |
| Slopestyle - Antoine Adelisse - Benoît Buratti                                               | Slopestyle - Lou Barin - Tess Ledeux                               |

#### Résultat(s)
| Athlète          | Épreuves      | Qualification | Qualification | Qualification | Qualification | Qualification | Qualification | Qualification | Qualification | Finale   | Finale   | Finale   | Finale        | Finale   | Finale   | Finale   | Finale       | Finale   | Finale   | Finale   | Finale                         |
| Athlète          | Épreuves      | Course 1      | Course 1      | Course 1      | Course 1      | Course 2      | Course 2      | Course 2      | Course 2      | Finale 1 | Finale 1 | Finale 1 | Finale 1      | Finale 2 | Finale 2 | Finale 2 | Finale 2     | Finale 3 | Finale 3 | Finale 3 | Finale 3                       |
| Athlète          | Épreuves      | Temps         | Points        | Total         | Rang          | Temps         | Points        | Total         | Rang          | Temps    | Points   | Total    | Rang          | Temps    | Points   | Total    | Rang         | Temps    | Points   | Total    | Rang                           |
| ---------------- | ------------- | ------------- | ------------- | ------------- | ------------- | ------------- | ------------- | ------------- | ------------- | -------- | -------- | -------- | ------------- | -------- | -------- | -------- | ------------ | -------- | -------- | -------- | ------------------------------ |
| Anthony Benna    | Bosses hommes | 14,40         | 61,88         | 76,28         | 12e           | 14,44         | 45,86         | 60,30         | 6e Q          | 15,23    | 61,2     | 76,43    | 13e (éliminé) | NC       | NC       | NC       | NC           | NC       | NC       | NC       | NC                             |
| Benjamin Cavet   | Bosses hommes | 13,19         | 59,55         | 72,24         | 21e           | 14,48         | 56,55         | 71,03         | 13e (éliminé) | NC       | NC       | NC       | NC            | NC       | NC       | NC       | NC           | NC       | NC       | NC       | NC                             |
| Sacha Theocharis | Bosses hommes | 15,18         | 61,37         | 76,55         | 10e Q         | NC            | NC            | NC            | NC            | 16,39    | 60,70    | 77,09    | 12e Q         | 14,51    | 19,98    | 34,49    | 9e (éliminé) | NC       | NC       | NC       | NC                             |
| Camille Cabrol   | Bosses femmes | 11,98         | 56,91         | 68,89         | 16e           | Abandon       | Abandon       | Abandon       | Abandon       |          |          |          |               |          |          |          |              |          |          |          |                                |
| Perrine Laffont  | Bosses femmes | 15,47         | 64,25         | 79,72         | 1re Q         | NC            | NC            | NC            | NC            | 14,95    | 60,81    | 75,76    | 6e Q          | 14,44    | 63,42    | 77,86    | 3e Q         | 14,91    | 63,74    | 78,65    | Médaille d'or, Jeux olympiques |

| Athlètes       | Épreuve         | Qualification | Qualification | Qualification | Qualification | Finale   | Finale   | Finale   | Finale   | Finale                             |
| Athlètes       | Épreuve         | Course 1      | Course 2      | Meilleur      | Rang          | Course 1 | Course 2 | Course 3 | Meilleur | Rang                               |
| -------------- | --------------- | ------------- | ------------- | ------------- | ------------- | -------- | -------- | -------- | -------- | ---------------------------------- |
| Thomas Krief   | Halfpipe Hommes | 74,40         | 25,80         | 74,40         | 10e Q         | 9,80     | DNS      | DNS      | 9,80     | 10e                                |
| Kevin Rolland  | Halfpipe Hommes | 87,80         | 37,80         | 87,80         | 6e Q          | 6,40     | 6,40     | 5,60     | 6,40     | 11e                                |
| Anaïs Caradeux | Halfpipe Femmes | 25,00         | 72,80         | 72,80         | 12e Q         | NC       | NC       | NC       | NC       | DNS                                |
| Marie Martinod | Halfpipe Femmes | 91,60         | 92,00         | 92,00         | 2e Q          | 92,20    | 92,60    | 23,20    | 92,60    | Médaille d'argent, Jeux olympiques |

| Athlètes                 | Épreuve          | Qualification | Qualification | Huitièmes de finale    | Quarts de finale        | Demi finales    | Finale |
| Athlètes                 | Épreuve          | Temps         | Rang          | Rang                   | Rang                    | Rang            | Rang   |
| ------------------------ | ---------------- | ------------- | ------------- | ---------------------- | ----------------------- | --------------- | ------ |
| Jean-Frédéric Chapuis    | Ski Cross Hommes | 1 min 09 s 84 | 7e            | Série 7 - 2e Q         | Série 4 - 4e (éliminé)  | NC              | NC     |
| Arnaud Bovolenta         | Ski Cross Hommes | 1 min 10 s 12 | 14e           | Série 5 - 2e Q         | Série 3 - 2e Q          | Série 2 - 3e PF | 6e     |
| François Place           | Ski Cross Hommes | 1 min 10 s 26 | 18e           | Série 8 - 1er Q        | Série 4 - 3e (éliminé)  | NC              | NC     |
| Terence Tchiknavorian    | Ski Cross Hommes | 1 min 10 s 41 | 24e           | Série 2 - 4e (éliminé) | NC                      | NC              | NC     |
| Alizée Baron             | Ski Cross Femmes | 1 min 14 s 11 | 6e            | Série 6 - 1re Q        | Série 3 - 2e Q          | Série 2 - 4e PF | 5e     |
| Marielle Berger Sabbatel | Ski Cross Femmes | 1 min 15 s 60 | 12e           | Série 3 - 2e Q         | Série 2 - 3e (éliminée) | NC              | NC     |

Légende : PF = Qualification pour la petite finale (places 5 à 8) ; GF = Qualification pour la grande finale (places 1 à 4).
| Athlètes         | Épreuve           | Qualification | Qualification | Qualification | Qualification  | Finale   | Finale   | Finale   | Finale   | Finale |
| Athlètes         | Épreuve           | Manche 1      | Manche 2      | Meilleur      | Rang           | Manche 1 | Manche 2 | Manche 3 | Meilleur | Rang   |
| ---------------- | ----------------- | ------------- | ------------- | ------------- | -------------- | -------- | -------- | -------- | -------- | ------ |
| Benoit Buratti   | Slopestyle Hommes | 67,00         | 62,00         | 67,00         | 21e (éliminé)  | NC       | NC       | NC       | NC       | NC     |
| Antoine Adelisse | Slopestyle Hommes | 10,00         | 17,60         | 17,60         | 30e (éliminé)  | NC       | NC       | NC       | NC       | NC     |
| Tess Ledeux      | Slopestyle Femmes | 69,40         | 28,40         | 69,40         | 15e (éliminée) | NC       | NC       | NC       | NC       | NC     |
| Lou Barin        | Slopestyle Femmes | 50,60         | 38,40         | 50,60         | 19e (éliminée) | NC       | NC       | NC       | NC       | NC     |

### Ski alpin

#### Sélection[8]
| Hommes | Femmes |
| - Johan Clarey - Mathieu Faivre (exclu des Jeux le 19 février pour déclaration incompatible avec l'esprit d'équipe) - Thomas Fanara - Blaise Giezendanner - Jean-Baptiste Grange - Julien Lizeroux - Thomas Mermillod-Blondin - Victor Muffat-Jeandet - Maxence Muzaton - Clément Noël - Alexis Pinturault - Brice Roger - Adrien Théaux | - Taïna Barioz - Anne-Sophie Barthet - Adeline Baud-Mugnier - Laura Gauché - Tiffany Gauthier - Romane Miradoli - Nastasia Noens - Jennifer Piot - Tessa Worley |

#### Résultat(s)
| Athlète                  | Épreuve      | Manche 1 - Temps | Classement - manche 1 | Manche 2 - Temps | Classement - manche 2 | Temps final   | Différence | Rang                                |
| ------------------------ | ------------ | ---------------- | --------------------- | ---------------- | --------------------- | ------------- | ---------- | ----------------------------------- |
| Alexis Pinturault        | Combiné      | 1 min 20 s 28    | 10e                   | 46 s 47          | 3e                    | 2 min 06 s 75 | + 0 s 23   | Médaille d'argent, Jeux olympiques  |
| Alexis Pinturault        | Slalom géant | 1 min 08 s 90    | 2e                    | 1 min 10 s 45    | 12e                   | 2 min 19 s 35 | + 1 s 31   | Médaille de bronze, Jeux olympiques |
| Alexis Pinturault        | Slalom       | 48 s 54          | 6e                    | 51 s 18          | 11e                   | 1 min 39 s 72 | + 0 s 73   | 5e                                  |
| Victor Muffat-Jeandet    | Combiné      | 1 min 21 s 57    | 29e                   | 45 s 97          | 2e                    | 2 min 07 s 54 | + 1 s 02   | Médaille de bronze, Jeux olympiques |
| Victor Muffat-Jeandet    | Slalom géant | 1 min 09 s 44    | 8e                    | 1 min 10 s 41    | 10e                   | 2 min 19 s 85 | + 1 s 81   | 6e                                  |
| Victor Muffat-Jeandet    | Slalom       | 48 s 34          | 3e                    | 51 s 41          | 14e                   | 1 min 39 s 75 | + 0 s 76   | 6e                                  |
| Thomas Mermillod-Blondin | Combiné      | 1 min 20 s 89    | 17e                   | 47 s 13          | 6e                    | 2 min 08 s 02 | + 1 s 50   | 6e                                  |
| Maxence Muzaton          | Combiné      | 1 min 20 s 58    | 14e                   | DNF              |                       |               |            | DNF                                 |
| Maxence Muzaton          | Descente     | 1 min 42 s 96    |                       |                  |                       |               | + 2 s 71   | 23e                                 |
| Maxence Muzaton          | Super-G      | 1 min 26 s 08    |                       |                  |                       |               | + 1 s 64   | 18e                                 |
| Brice Roger              | Descente     | 1 min 41 s 39    |                       |                  |                       |               | + 1 s 14   | 8e                                  |
| Brice Roger              | Super-G      | 1 min 26 s 10    |                       |                  |                       |               | + 1 s 66   | 19e                                 |
| Johan Clarey             | Descente     | 1 min 42 s 39    |                       |                  |                       |               | + 2 s 14   | 18e                                 |
| Adrien Théaux            | Descente     | 1 min 42 s 99    |                       |                  |                       |               | + 2 s 74   | 26e                                 |
| Adrien Théaux            | Super-G      | 1 min 25 s 76    |                       |                  |                       |               | + 1 s 32   | 15e                                 |
| Blaise Giezendanner      | Super-G      | 1 min 24 s 82    |                       |                  |                       |               | + 0 s 38   | 4e                                  |
| Thomas Fanara            | Slalom géant | 1 min 09 s 22    | 6e                    | 1 min 10 s 61    | 16e                   | 2 min 19 s 83 | + 1 s 79   | 5e                                  |
| Mathieu Faivre           | Slalom géant | 1 min 09 s 06    | 5e                    | 1 min 10 s 93    | 20e                   | 2 min 19 s 99 | + 1 s 95   | 7e                                  |
| Clément Noël             | Slalom       | 48 s 58          | 7e                    | 51 s 12          | 10e                   | 1 min 39 s 70 | + 0 s 71   | 4e                                  |
| Jean-Baptiste Grange     | Slalom       | DNF              |                       |                  |                       |               |            | DNF                                 |

| Athlète              | Épreuve      | Manche 1 - Temps | Classement - manche 1 | Manche 2 - Temps | Classement - manche 2 | Temps final   | Différence | Rang |
| -------------------- | ------------ | ---------------- | --------------------- | ---------------- | --------------------- | ------------- | ---------- | ---- |
| Laura Gauché         | Combiné      | 1 min 42 s 15    | 11e                   | 42 s 64          | 12e                   | 2 min 24 s 79 | + 3 s 89   | 12e  |
| Laura Gauché         | Descente     | 1 min 42 s 29    |                       |                  |                       |               | + 3 s 07   | 22e  |
| Romane Miradoli      | Combiné      | 1 min 41 s 83    | 9e                    | DNF              |                       |               |            | DNF  |
| Romane Miradoli      | Descente     | 1 min 41 s 64    |                       |                  |                       |               | + 2 s 42   | 18e  |
| Romane Miradoli      | Super-G      | 1 min 22 s 36    |                       |                  |                       |               | + 1 s 25   | 19e  |
| Anne-Sophie Barthet  | Combiné      | DNS              |                       |                  |                       |               |            | DNS  |
| Tiffany Gauthier     | Descente     | 1 min 41 s 04    |                       |                  |                       |               | + 1 s 82   | 13e  |
| Tiffany Gauthier     | Super-G      | 1 min 22 s 56    |                       |                  |                       |               | + 1 s 45   | 22e  |
| Jennifer Piot        | Descente     | 1 min 41 s 17    |                       |                  |                       |               | + 1 s 95   | 16e  |
| Jennifer Piot        | Super-G      | 1 min 22 s 38    |                       |                  |                       |               | + 1 s 27   | 20e  |
| Tessa Worley         | Super-G      | 1 min 23 s 54    |                       |                  |                       |               | + 2 s 43   | 28e  |
| Tessa Worley         | Slalom géant | 1 min 12 s 06    | 14e                   | 1 min 09 s 00    | 2e                    | 2 min 21 s 06 | + 1 s 04   | 7e   |
| Taïna Barioz         | Slalom géant | 1 min 13 s 54    | 23e                   | 1 min 10 s 06    | 15e                   | 2 min 23 s 60 | + 3 s 58   | 19e  |
| Adeline Baud Mugnier | Slalom géant | 1 min 12 s 89    | 17e                   | 1 min 11 s 04    | 26e                   | 2 min 23 s 93 | + 3 s 91   | 20e  |
| Adeline Baud Mugnier | Slalom       | 52 s 65          | 31e                   | DNF              |                       |               |            | DNF  |
| Nastasia Noens       | Slalom       | 51 s 84          | 23e                   | 50 s 44          | 13e                   | 1 min 42 s 28 | + 3 s 65   | 20e  |

| Athlètes                                                                      | Épreuve    | Huitièmes de finale | Huitièmes de finale | Quarts de finale | Quarts de finale | Demi Finales | Demi Finales                   | Finale | Finale |
| Athlètes                                                                      | Épreuve    | Points              | Résultat            | Points           | Résultat         | Points       | Résultat                       | Points | Rang   |
| ----------------------------------------------------------------------------- | ---------- | ------------------- | ------------------- | ---------------- | ---------------- | ------------ | ------------------------------ | ------ | ------ |
| Clément Noël Julien Lizeroux Tessa Worley Nastasia Noens Adeline Baud Mugnier | Team Event | 2                   | Q                   | 3                | Q                | 1            | Qualifié pour la petite finale | 2      | 4e     |

### Ski de fond

#### Sélection[8]
| Hommes | Femmes                                                                 |
| - Adrien Backscheider - Lucas Chanavat - Jean-Marc Gaillard - Baptiste Gros - Richard Jouve - Jules Lapierre - Maurice Manificat - Clément Parisse - Damien Tarantola | - Delphine Claudel - Anouk Faivre-Picon - Coraline Hugue - Aurore Jean |

#### Résultat(s)
| Athlètes            | Épreuve      | Temps         | Retard         | Rang |
| ------------------- | ------------ | ------------- | -------------- | ---- |
| Adrien Backscheider | 15 km Hommes | 35 min 12 s 0 | + 1 min 28 s 1 | 17e  |
| Jean-Marc Gaillard  | 15 km Hommes | 35 min 35 s 2 | + 1 min 51 s 3 | 23e  |
| Maurice Manificat   | 15 km Hommes | 34 min 10 s 9 | + 27 s 0       | 5e   |
| Clément Parisse     | 15 km Hommes | 35 min 39 s 0 | + 1 min 55 s 1 | 26e  |
| Delphine Claudel    | 10 km Femmes | 28 min 58 s 9 | + 3 min 58 s 4 | 57e  |
| Anouk Faivre-Picon  | 10 km Femmes | 27 min 42 s 8 | + 2 min 42 s 3 | 35e  |
| Coraline Hugue      | 10 km Femmes | 26 min 37 s 9 | + 1 min 37 s 4 | 14e  |
| Aurore Jean         | 10 km Femmes | 27 min 12 s 6 | + 2 min 12 s 1 | 22e  |

| Athlète            | Épreuve              | Temps             | Rang |
| ------------------ | -------------------- | ----------------- | ---- |
| Jean-Marc Gaillard | Départ groupé hommes | 2 h 14 min 34 s 4 | 18e  |
| Clément Parisse    | Départ groupé hommes | 2 h 17 min 25 s 4 | 24e  |

| Athlète                                                                  | Épreuve                 | Finale            | Finale         | Finale                              |
| Athlète                                                                  | Épreuve                 | Temps             | Écart          | Rang                                |
| ------------------------------------------------------------------------ | ----------------------- | ----------------- | -------------- | ----------------------------------- |
| Adrien Backscheider Jean-Marc Gaillard Maurice Manificat Clément Parisse | Relais 4 x 10 km Hommes | 1 h 33 min 41 s 8 | + 36 s 9       | Médaille de bronze, Jeux olympiques |
| Aurore Jean Anouk Faivre Picon Coraline Hugue Delphine Claudel           | Relais 4 x 5 km Femmes  | 55 min 50 s 2     | + 4 min 25 s 9 | 12e                                 |

| Athlète            | Épreuve          | Classique     | Classique | Libre         | Libre | Total             | Total          | Total |
| Athlète            | Épreuve          | Temps         | Rang      | Temps         | Rang  | Temps             | Écart          | Rang  |
| ------------------ | ---------------- | ------------- | --------- | ------------- | ----- | ----------------- | -------------- | ----- |
| Jean-Marc Gaillard | Skiathlon hommes | 40 min 32 s 6 | 6e        | 37 min 49 s 1 | 38e   | 1 h 18 min 48 s 5 | + 3 min 28 s 5 | 28e   |
| Jules Lapierre     | Skiathlon hommes | 41 min 13 s 0 | 24e       | 35 min 33 s 2 | 8e    | 1 h 17 min 19 s 1 | + 59 s 1       | 15e   |
| Maurice Manificat  | Skiathlon hommes | 40 min 33 s 6 | 8e        | 35 min 30 s 6 | 6e    | 1 h 16 min 34 s 2 | + 14 s 2       | 5e    |
| Clément Parisse    | Skiathlon hommes | 40 min 48 s 9 | 17e       | 35 min 51 s 7 | 13e   | 1 h 17 min 08 s 6 | + 48 s 6       | 13e   |
| Anouk Faivre-Picon | Skiathlon femmes | 21 min 45 s 5 | 20e       | 19 min 47 s 3 | 13e   | 42 min 03 s 8     | + 1 min 18 s 9 | 13e   |
| Coraline Hugue     | Skiathlon femmes | 23 min 43 s 8 | 49e       | 19 min 41 s 2 | 11e   | 43 min 56 s 2     | + 3 min 11 s 3 | 29e   |
| Aurore Jean        | Skiathlon femmes | 22 min 20 s 6 | 26e       | 20 min 05 s 6 | 19e   | 43 min 00 s 8     | + 2 min 15 s 9 | 23e   |

| Athlètes       | Épreuve       | Qualification | Qualification | Qualification  | Quarts de Finale | Quarts de Finale | Quarts de Finale | Demi Finales  | Demi Finales | Demi Finales | Finale | Finale | Finale |
| Athlètes       | Épreuve       | Temps         | Retard        | Rang           | Temps            | Retard           | Rang             | Temps         | Retard       | Rang         | Temps  | Retard | Rang   |
| -------------- | ------------- | ------------- | ------------- | -------------- | ---------------- | ---------------- | ---------------- | ------------- | ------------ | ------------ | ------ | ------ | ------ |
| Baptiste Gros  | Sprint Hommes | 3 min 16 s 27 | + 7 s 73      | 20e Q          | 3 min 12 s 40    | + 1 s 31         | 3e (éliminé)     | NC            | NC           | NC           | NC     | NC     | NC     |
| Richard Jouve  | Sprint Hommes | 3 min 17 s 69 | + 9 s 15      | 29e Q          | 3 min 18 s 62    | + 1 s 16         | 2e Q             | 3 min 27 s 44 | + 17 s 51    | 6e (éliminé) | NC     | NC     | NC     |
| Lucas Chanavat | Sprint Hommes | 3 min 18 s 46 | + 9 s 92      | 34e (éliminé)  | NC               | NC               | NC               | NC            | NC           | NC           | NC     | NC     | NC     |
| Aurore Jean    | Sprint Femmes | 3 min 32 s 45 | + 23 s 71     | 46e (éliminée) | NC               | NC               | NC               | NC            | NC           | NC           | NC     | NC     | NC     |

| Athlète                         | Épreuve           | Demi-finale    | Demi-finale | Finale         | Finale   | Finale                              |
| Athlète                         | Épreuve           | Temps          | Rang        | Temps          | Écart    | Rang                                |
| ------------------------------- | ----------------- | -------------- | ----------- | -------------- | -------- | ----------------------------------- |
| Maurice Manificat Richard Jouve | Sprint par équipe | 16 min 04 s 45 | 2e          | 15 min 58 s 28 | + 2 s 02 | Médaille de bronze, Jeux olympiques |

### Snowboard
La France est représentée par treize snowboardeurs à Pyeongchang, dont cinq hommes et huit femmes. Sophie Rodriguez et Pierre Vaultier sont les snowboardeurs les plus expérimentés de l'équipe puisqu'ils participent à leurs quatrièmes Jeux olympiques consécutifs.

#### Qualification
Deux cent cinquante-huit places sont attribuables pour les épreuves de snowboard aux Jeux de Pyeongchang, dans la limite de 14 athlètes par nation. Le quota d'athlètes pour les hommes est le suivant : 32 en slalom géant parallèle, 30 en half-pipe, 40 en snowboard cross et 40 pour le slopestyle et le big air qui comptent pour une épreuve. Le quota d'athlètes pour les femmes est similaire en slalom géant parallèle, en revanche il n'y a que 24 places attribuables en half-pipe et 30 en snowboard cross et pour le duo slopestyle/big air. La période de qualification s'étale de juillet 2016 au 21 janvier 2018. Pour se qualifier, les athlètes doivent obtenir une place parmi les 30 premiers de l'épreuve concernée lors des championnats du monde ou d'une compétition de Coupe du monde se déroulant pendant la période de qualification. Les athlètes doivent par ailleurs totaliser un minimum de 100 points dans le classement mondial établi par la Fédération internationale de ski dans l'épreuve concernée pour les épreuves de slalom géant parallèle et de snowboard cross, total descendu à 50 points pour le half-pipe et le slopestyle.

#### Résultats

##### Hommes
Les épreuves de snowboard débutent le 10 février au Bokwang Phoenix Park, mais il faudra toutefois attendre le 15 février pour voir les premiers snowboardeurs français à l’œuvre avec le snowboard cross. À l'issue de la première descente de qualification, qui déterminent la constitution des séries, Pierre Vaultier est le mieux placé des quatre français engagés avec le meilleur temps des qualifications devant l'Italien Omar Visintin et l'Espagnol Regino Hernández. Merlin Surget est au 6e rang, Ken Vuagnoux 10e et Loan Bozzolo 35e. Les quatre français en lice parviennent à franchir à se qualifier pour les quarts de finale en terminant respectivement deuxième, pour Pierre Vaultier et Ken Vuagnoux, et troisième, pour Loan Bozzolo et Merlin Surget. Vainqueur de son quart de finale, Pierre Vaultier se qualifie ensuite pour les demi-finales où il sera le dernier Français, les trois autres n'ayant pu prendre l'une des trois premières places de leur course respective. Il prend ensuite la troisième place de sa demi-finale derrière les Australiens Alex Pullin et Jarryd Hughes, accédant ainsi à la finale, au cours de laquelle il décroche la médaille d'or devant Jarryd Hughes et Regino Hernández. Pierre Vaultier conserve donc son titre acquis quatre ans auparavant à Sotchi.
| Athlète         | Épreuve         | Qualification | Qualification | Huitièmes de finale | Huitièmes de finale | Quarts de finale | Quarts de finale | Demi finale | Demi finale | Finale                         |
| Athlète         | Épreuve         | Temps         | Rang          | Série               | Rang                | Série            | Rang             | Série       | Rang        | Finale                         |
| --------------- | --------------- | ------------- | ------------- | ------------------- | ------------------- | ---------------- | ---------------- | ----------- | ----------- | ------------------------------ |
| Loan Bozzolo    | Snowboard cross | 1 min 16 s 15 | 35e           | 6                   | 3e                  | 3                | DNF              | NC          | NC          | NC                             |
| Merlin Surget   | Snowboard cross | 1 min 13 s 82 | 5e            | 3                   | 3e                  | 2                | DNF              | NC          | NC          | NC                             |
| Pierre Vaultier | Snowboard cross | 1 min 13 s 14 | 1er           | 1                   | 2e                  | 1                | 1er              | 1           | 3e GF       | Médaille d'or, Jeux olympiques |
| Ken Vuagnoux    | Snowboard cross | 1 min 14 s 29 | 10e           | 7                   | 2e                  | 4                | DNF              | NC          | NC          | NC                             |

Le slalom géant parallèle se déroule le 24 février, à la veille de la cérémonie de clôture. Un seul français y participe, Sylvain Dufour qui réussit le 4e temps des qualifications. Opposé au Polonais Oskar Kwiatkowski en huitième de finale, Sylvain Dufour se qualifie pour les quarts de finale. Au tour suivant, il est opposé à l'Italien Edwin Coratti et se qualifie à nouveau. En demi-finale, il est contraint à l'abandon après une sortie de piste face au Suisse, futur vainqueur de l'épreuve, Nevin Galmarini et accède donc à la petite finale, au cours de laquelle il est battu par le Slovène Žan Košir après avoir une commis une petite erreur. À l'issue de l'épreuve il reconnaît avoir été forcé à prendre des risques : « À cinq portes de la fin, il est devant, je suis obligé de tenter de couper, je vais à la faute. Mais mon run est bien construit. Ce n'est tout simplement pas passé. »
| Athlète        | Épreuve                | Qualification | Qualification | Huitièmes de finale | Huitièmes de finale | Quarts de finale | Quarts de finale | Demi finales        | Demi finales | Petite finale   | Petite finale | Petite finale |
| Athlète        | Épreuve                | Temps         | Rang          | Adversaire          | Écart               | Adversaire       | Écart            | Adversaire          | Écart        | Adversaire      | Écart         | Rang          |
| -------------- | ---------------------- | ------------- | ------------- | ------------------- | ------------------- | ---------------- | ---------------- | ------------------- | ------------ | --------------- | ------------- | ------------- |
| Sylvain Dufour | Slalom Géant Parallèle | 1 min 25 s 27 | 4e            | bat Kwiatkowski     | - 0,10              | bat Coratti      | - 0,19           | battu par Galmarini | DNF          | battu par Košir | + 1,49        | 4e            |

##### Femmes
La première snowboardeuse française à concourir dans ces Jeux est Lucile Lefevre à l'occasion du slopestyle qui se déroule les 11 et 12 février.
| Athlète        | Épreuve    | 1er passage | 2e passage | Meilleur | Rang |
| -------------- | ---------- | ----------- | ---------- | -------- | ---- |
| Lucile Lefevre | Slopestyle | 28,35       | 17,31      | 28,35    | 25e  |

L'épreuve du half-pipe débute quelques heures seulement après la finale du slopestyle. La Française Clémence Grimal est éliminée dès les qualifications, tandis que  Sophie Rodriguez et Mirabelle Thovex accèdent à la finale. Après la première descente, elles occupent respectivement les 7e et 8e places avec 59,50 et 50,50 points. Alors que Mirabelle Thovex commet une erreur dans sa deuxième descente, elle parvient à améliorer son score dans la troisième le portant ainsi à 63,00 points. Cependant celui se trouve insuffisant pour terminer sur le podium de l'épreuve, elle prend alors la 9e place juste devant sa compatriote qui a chuté lors de ses deuxièmes et troisièmes essais.
| Athlète          | Épreuve   | Qualification | Qualification | Qualification | Qualification | Finale      | Finale     | Finale     | Finale   | Finale |
| Athlète          | Épreuve   | 1er passage   | 2e passage    | Meilleur      | Rang          | 1er passage | 2e passage | 3e passage | Meilleur | Rang   |
| ---------------- | --------- | ------------- | ------------- | ------------- | ------------- | ----------- | ---------- | ---------- | -------- | ------ |
| Clémence Grimal  | Half-pipe | 14,25         | 13,00         | 14,25         | 24e           | NC          | NC         | NC         | NC       | NC     |
| Sophie Rodriguez | Half-pipe | 65,00         | 13,50         | 65,00         | 9e            | 50,50       | 14,75      | 13,75      | 50,50    | 10e    |
| Mirabelle Thovex | Half-pipe | 62,25         | 62,75         | 62,75         | 10e           | 59,50       | 30,25      | 63,00      | 63,00    | 9e     |

Le snowboard cross se tient le 16 février, il s'agit de la dernière épreuve féminine de snowboard où des françaises sont engagées. 5e des qualifications, Charlotte Bankes est qualifiée pour les quarts de finale, de même que Chloé Trespeuch qui signe le 6e temps, Nelly Moenne-Loccoz qui prend la 8e place et Julia Pereira de Sousa-Mabileau qui se place au 15e rang. L'ensemble des françaises parviennent à se qualifier pour les demi-finales puisque ayant terminé à une des trois premières places de leur quart de finale respectif, Chloé Trespeuch remporte même sa course devant la Russe Kristina Paul. En demi-finale, les françaises connaissent des fortunes diverses. En effet, Chloé Trespeuch et Julia Pereira de Sousa-Mabileau décrochent leur place pour la finale grâce à leur 2e et 3e place respective alors que dans l'autre demi-finale, Nelly Moenne-Loccoz et Charlotte Bankes terminent aux deux dernières places et sont donc reversées en petite finale dans laquelle elles se classent respectivement aux 10e et 7e places. En finale, Julia Pereira de Sousa-Mabileau termine à la deuxième place, derrière l'Italienne Michela Moioli mais devant la Tchèque Eva Samková, pour obtenir une médaille d'argent. En revanche, Chloé Trespeuch échoue à remporter une deuxième médaille olympique dans sa carrière et se classe 5e.
| Athlète                         | Épreuve | Qualification | Qualification | Quarts de finale | Quarts de finale | Demi finale | Demi finale | Finale                             |
| Athlète                         | Épreuve | Temps         | Rang          | Série            | Rang             | Série       | Rang        | Finale                             |
| ------------------------------- | ------- | ------------- | ------------- | ---------------- | ---------------- | ----------- | ----------- | ---------------------------------- |
| Charlotte Bankes                | Cross   | 1 min 18 s 18 | 5e            | 2                | 3e               | 1           | DNF PF      | 7e                                 |
| Nelly Moenne-Loccoz             | Cross   | 1 min 2 s 23  | 8e            | 1                | 3e               | 1           | 5e PF       | 10e                                |
| Julia Pereira de Sousa-Mabileau | Cross   | 1 min 20 s 17 | 15e           | 4                | 2e               | 2           | 3e GF       | Médaille d'argent, Jeux olympiques |
| Chloé Trespeuch                 | Cross   | 1 min 18 s 51 | 6e            | 3                | 1re              | 2           | 2e GF       | 5e                                 |

## Épreuves
La France a d'abord dévoilé le 19 décembre une liste de dix athlètes appartenant à la Fédération des sports de glace avec le patinage artistique et de vitesse. Ensuite, le 25 janvier, une nouvelle liste comportant 99 athlètes est dévoilée. Les 108 athlètes sont finalement dévoilés le dimanche 28 janvier.